# Walter D’Hondt
Walter Ignace D’Hondt (ur. 11 września 1936 w Richmond) – kanadyjski wioślarz pochodzenia angielskiego, dwukrotny medalista olimpijski.

## Kariera
Wystąpił na igrzyskach olimpijskich w Melbourne w 1956, gdzie wspólnie z Archibaldem MacKinnonem, Lorne'em Loomerem i Donaldem Arnoldem zdobył złoty medal w czwórkach bez sternika. W finale o blisko 10 sekund wyprzedzili osadę USA i o ponad 12 sekund osadę Francji. Był to pierwszy w historii złoty medal olimpijski w wioślarstwie zdobyty przez Kanadę. Na rozgrywanych cztery lata później igrzyskach olimpijskich w Rzymie Kanadyjczycy w składzie: Donald Arnold, Walter D'Hondt, Nelson Kuhn, John Lecky, David Anderson, Archie MacKinnon, Bill McKerlich, Glen Mervyn i Sohen Biln zdobyli srebrny medal w ósemkach. W finale uplasowali się o 4,34 sekundy za osadą Wspólnej Reprezentacji Niemiec, a o 3,32 sekundy przed Czechosłowacją. Był to także jedyny medal zdobyty przez Kanadyjczyków na tych igrzyskach.
Dwukrotnie stawał na podium igrzysk Imperium Brytyjskiego i Wspólnoty Brytyjskiej w Cardiff w 1958: w ósemkach zdobył złoto, a w czwórkach ze sternikiem był drugi.
Ponadto na igrzyskach panamerykańskich w Chicago w 1959 wywalczył srebro w ósemkach.
Kształcił się na Uniwersytecie Kolumbii Brytyjskiej. Po zakończeniu kariery przeniósł się do USA, gdzie pracował jako inżynier dla koncernu Boeing w Seattle.
Był żonaty, piął pięcioro dzieci, dwie córki i trzech synów.